# Laura Prepon

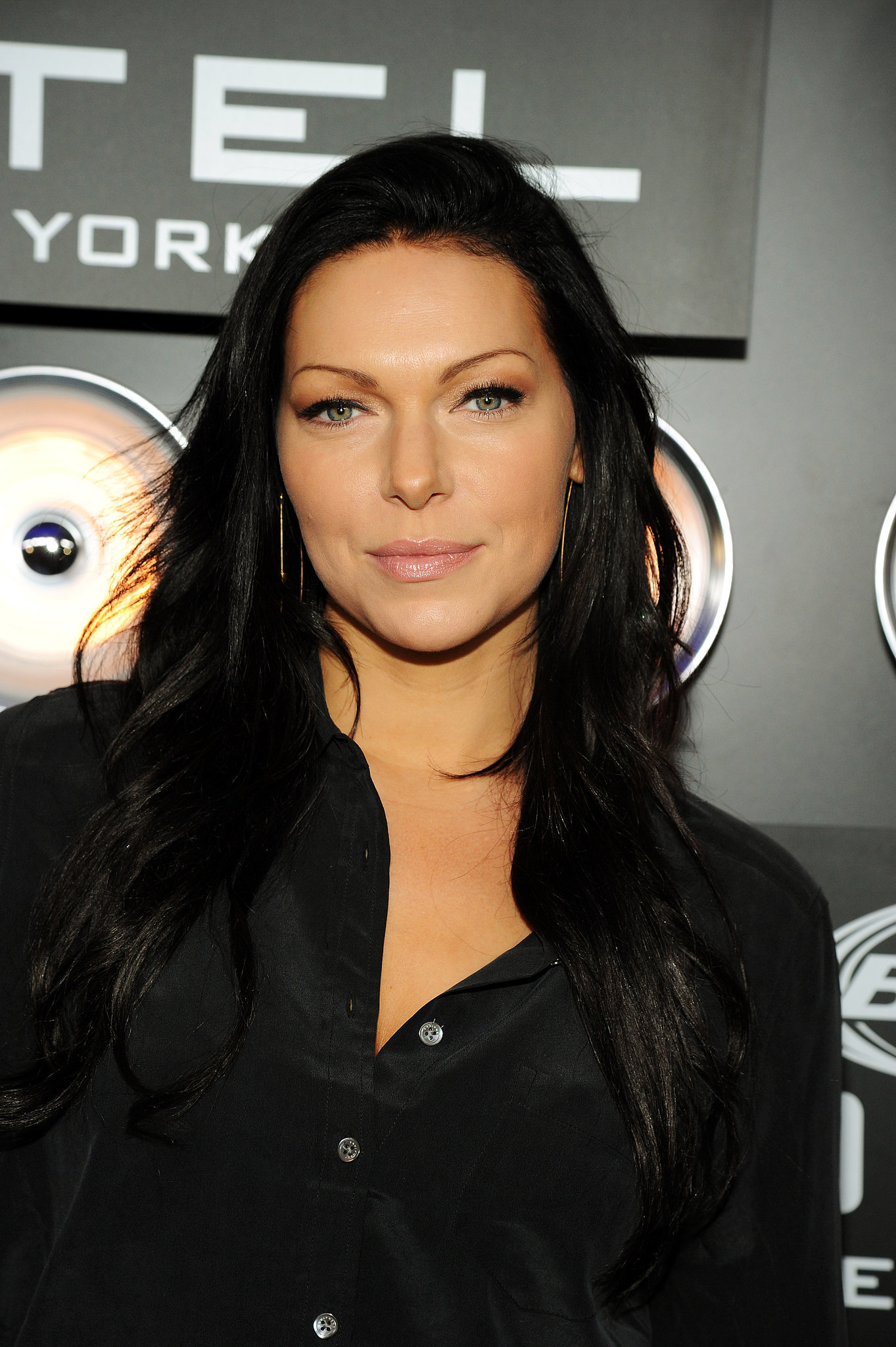
Laura Prepon (2014)

Laura Helene Prepon (* 7. März 1980 in Watchung, New Jersey) ist eine US-amerikanische Schauspielerin, Synchronsprecherin und Regisseurin. Ihre bekanntesten Rollen sind die der Donna Pinciotti in Die wilden Siebziger und die der Alex Vause in Orange Is the New Black.

## Leben
Laura Prepon wurde 1980 als jüngstes Kind von Michael Prepon († 1993) und Marjorie Prepon in Watchung, New Jersey geboren. Ihr Vater ist russisch-jüdischer Abstammung, ihre Mutter hat irische, englische und deutsche Wurzeln. Sie hat einen älteren Bruder und drei ältere Schwestern. Mit 15 Jahren begann sie mit dem Schauspielern und tanzte Ballett, Jazz-Dance und Modern Dance. Sie modelte, bevor sie Schauspielerin wurde, unter anderem in Paris und Mailand. 
Von 2000 bis 2007 war Prepon mit Christopher Masterson liiert, dem Bruder ihres Serienkollegen Danny Masterson. 2007 bekannte sie sich in einem Interview mit dem Magazin Women’s Health zu ihrer Mitgliedschaft bei Scientology. Ende 2021 sagte sie in einem Interview, dass sie kein Mitglied mehr sei.
Prepon war seit 2016 mit dem Schauspieler Ben Foster zusammen, sie heirateten im Mai 2018. Sie haben eine 2017 geborene Tochter und einen 2020 geborenen Sohn. Das Paar ist seit September 2023 getrennt, Foster reichte die Scheidung im November 2024 ein.

## Filmografie (Auswahl)
- 1998–2006: Die wilden Siebziger (That ’70s Show, Fernsehserie, 200 Folgen)
- 2001: Southlander
- 2002: Slackers
- 2004: Lightning Bug
- 2004: The Pornographer: A Love Story
- 2004: King of the Hill (Fernsehserie, Folge 8x22, Stimme von April)
- 2005: Romancing the Bride
- 2005: The Chosen One (Stimme)
- 2006: Come Early Morning – Der Weg zu mir (Come Early Morning)
- 2006: Karla
- 2007–2008: October Road (Fernsehserie, 19 Folgen)
- 2009: In Plain Sight – In der Schusslinie (In Plain Sight, Fernsehserie, Folge 2x08)
- 2009–2010: How I Met Your Mother (Fernsehserie, 3 Folgen)
- 2010: Medium – Nichts bleibt verborgen (Medium, Fernsehserie, Folge 6x15)
- 2010: Dr. House (House, M.D., Fernsehserie, Folge 6x15)
- 2011: Castle (Fernsehserie, Folge 3x11 Nikki Heat)
- 2012: The Kitchen
- 2012: Are You There, Chelsea? (Fernsehserie, 12 Folgen)
- 2012: Lady Vegas (Lay the Favorite)
- 2012: Men at Work (Fernsehserie, Folge 1x07)
- 2013–2019: Orange Is the New Black (Fernsehserie, 78 Folgen)
- 2016: Girl on the Train (The Girl on the Train)
- 2017: The Hero
- 2023–2024: Die wilden Neunziger (That '90s Show, Fernsehserie, 8 Folgen)

### Regie
- 2017–2019: Orange Is the New Black (Fernsehserie, 3 Folgen)
- 2023–2024: Die wilden Neunziger (That '90s Show, Fernsehserie, 10 Folgen)